# Шрайберг Яків Леонідович
Яків Леонідович Шрайберг (народився 1 вересня 1952 в Житомирі) — генеральний директор Державної публічної науково-технічної бібліотеки Росії, доктор технічних наук, професор, Заслужений працівник культури Росії та Автономної Республіки Крим (Україна), президент Міжнародної асоціації користувачів та розробників електронних бібліотек і нових інформаційних технологій, віце-президент Російської бібліотечної асоціації, президент Міжнародного бібліотечного інформаційного та аналітичного центру (США).